# سيباستيان لانج (لاعب كرة قدم)
سيباستيان لانج (بالألمانية: Sebastian Lange)‏ (16 أكتوبر 1987 ببادربورن في ألمانيا - ) هو لاعب كرة قدم ألماني في مركز حراسة المرمى. لعب مع بادربورن 07 وSC Wiedenbrück ‏ وSC Verl ‏.

## وصلات خارجية
- سيباستيان لانج على موقع قاعدة بيانات كرة القدم.إي يو (الإنجليزية)
- سيباستيان لانج على موقع بيانات كرة القدم. دي إي (الألمانية)
- سيباستيان لانج على موقع عالم كرة القدم.نت (الإنجليزية)